# Олуфеми, Оладапо
Оладапо Олуфеми Олуя (англ. Oladapo Olufemi Oluyi; 5 ноября 1988, Ибадан, Нигерия) — нигерийский футболист, защитник клуба «Эньимба». Участник молодёжного чемпионата мира 2007 и летних Олимпийских игр 2008 года.

## Биография
Оладапо Олуфеми родился 5 ноября 1988 года в нигерийском городе Ибадан.

### Клубная карьера
Начал профессиональную карьеру в клубах чемпионата Нигерии — «Плато Юнайтед» и «Шутинг Старз». В 2006 году стал игроком бельгийского «Андерлехта». В составе команды провёл всего один матч, 20 декабря 2006 года в игре за Суперкубок Бельгии против «Зюлте-Варегема». Главный тренер Франк Веркаутерен выпустил Олуфеми в стартовом составе, однако на 58 минуте нигериец покинул поле. В итоге Оладапо стал победителем Суперкубка, так как «Андерлехт» одержал победу со счётом (3:1).
Летом 2007 года перешёл в стан португальской «Боавишты». В команде он не смог стать игроком основного состава, сыграв в чемпионате Португалии сезона 2007/08 всего в четырёх играх. Затем год Олуфеми находился в статусе свободного агента и летом 2009 года стал игроком норвежского «Старта». В чемпионате Норвегии он дебютировал 16 августа 2009 года, в матче против «Фредрикстада». Кнут Терум, главный тренер команды, выпустил Оладапо в начале второго тайма, вместо Соломона Овелло (вместе с Овелло он играл на молодёжном чемпионате мира 2007 года). Матч в итоге завершился минимальной победой «Старта» (1:0). В сезоне 2011 года «Старт» занял предпоследнее 15 место в чемпионате и вылетел в Первый дивизион Норвегии. В следующем сезоне Олуфеми помог команде стать победителем Первого дивизиона и вернутся в высшую лигу норвежского футбола.
В начале 2013 года Олуфеми вернулся на родину и подписал контракт с командой «Шутинг Старз». По итогам сезона клуб занял последнее 20 место в чемпионате Нигерии и вылетел во вторую лигу. В следующем сезоне он перешёл в «Байельса Юнайтед». В сезоне 2015 года являлся игроком «Квара Юнайтед», который по итогам чемпионата занял 18 место из 20 участников и отправился в низший дивизион. В начале 2016 года перешёл в стан «Эньимбы», являющейся чемпионом Нигерии. В команде взял 8 номер на футболке.

### Карьера в сборной
Летом 2007 года участвовал в молодёжном чемпионате мира, который проходил в Канаде. Нигерия заняла второе место в своей группе, уступив Японии, опередив Коста-Рику и Шотландию. В 1/8 нигерийцы одержали верх над Замбией со счётом (2:1), а в четвертьфинале уступили Чили (0:4). Олуфеми принял участие во всех пяти встречах.
В составе национальной сборной Нигерии дебютировал 9 января 2008 года в товарищеском матче против Судана (2:0). В августе 2008 году главный тренер олимпийской сборной Нигерии Самсон Сиасиа вызвал Олуфеми на летние Олимпийские игры в Пекине. В команде он получил 19 номер. Нигерия стала обладателем серебряных наград турнира, дойдя до финала, где проиграла Аргентине (0:1). Оладапо Олуфеми на турнире в итоге так и не сыграл.
В июле 2013 года провёл две игры в рамках квалификации на чемпионат африканских наций 2014 против Кот-д’Ивуара. Таким образом, в активе Оладапо всего 3 игры за сборную Нигерии.

## Достижения
- Серебряный призёр Олимпийских игр (1): 2008
- Обладатель Суперкубка Бельгии (1): 2006
- Победитель Первого дивизиона Норвегии (1): 2012